# Bielorrússia nos Jogos Olímpicos de Inverno de 2010

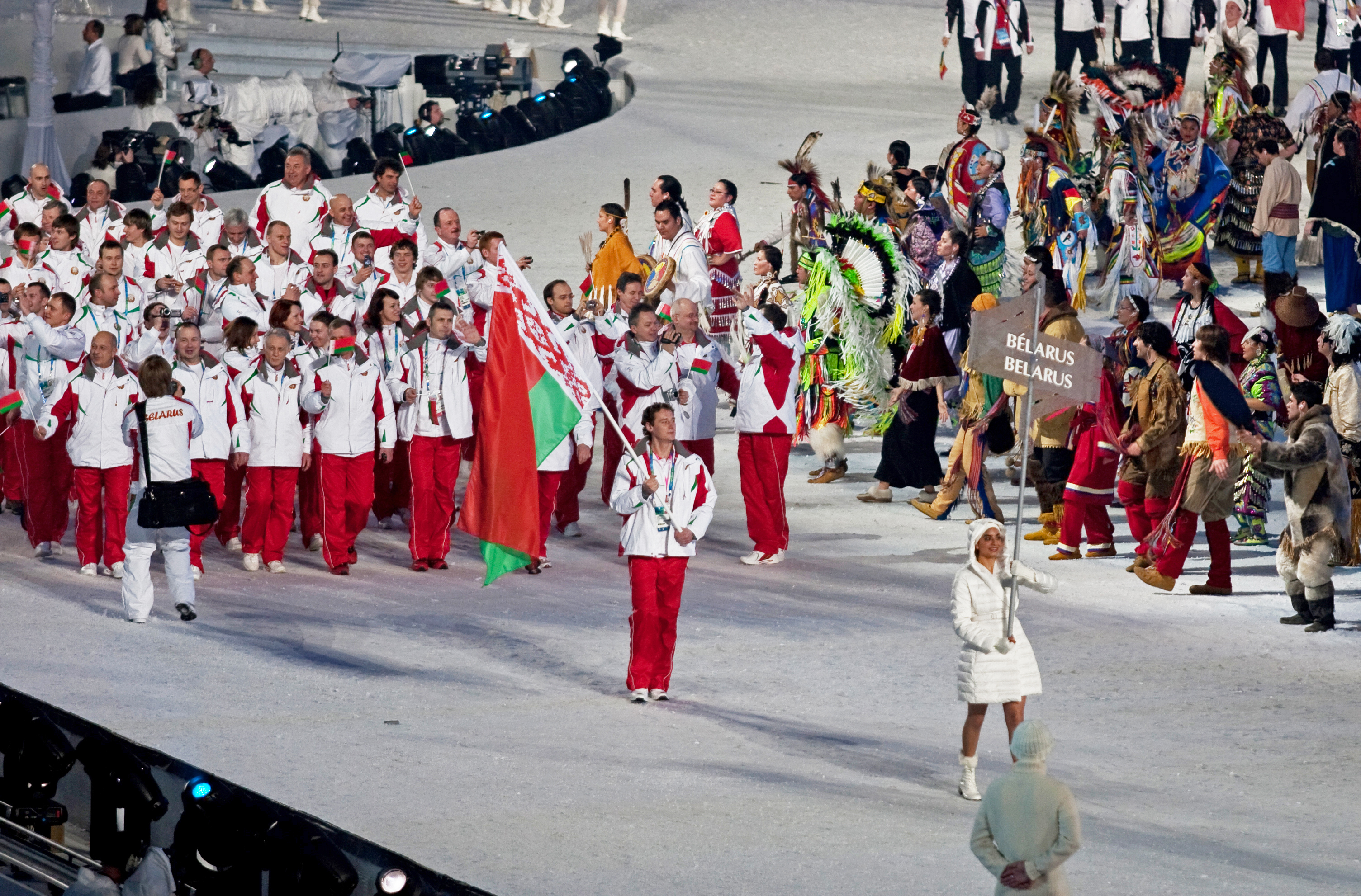
Delegação bielorrussa durante a cerimônia de abertura.

A Bielorrússia participou dos Jogos Olímpicos de Inverno de 2010, realizados em Vancouver, no Canadá. Foi a quinta aparição do país em Olimpíadas de Inverno.

### 

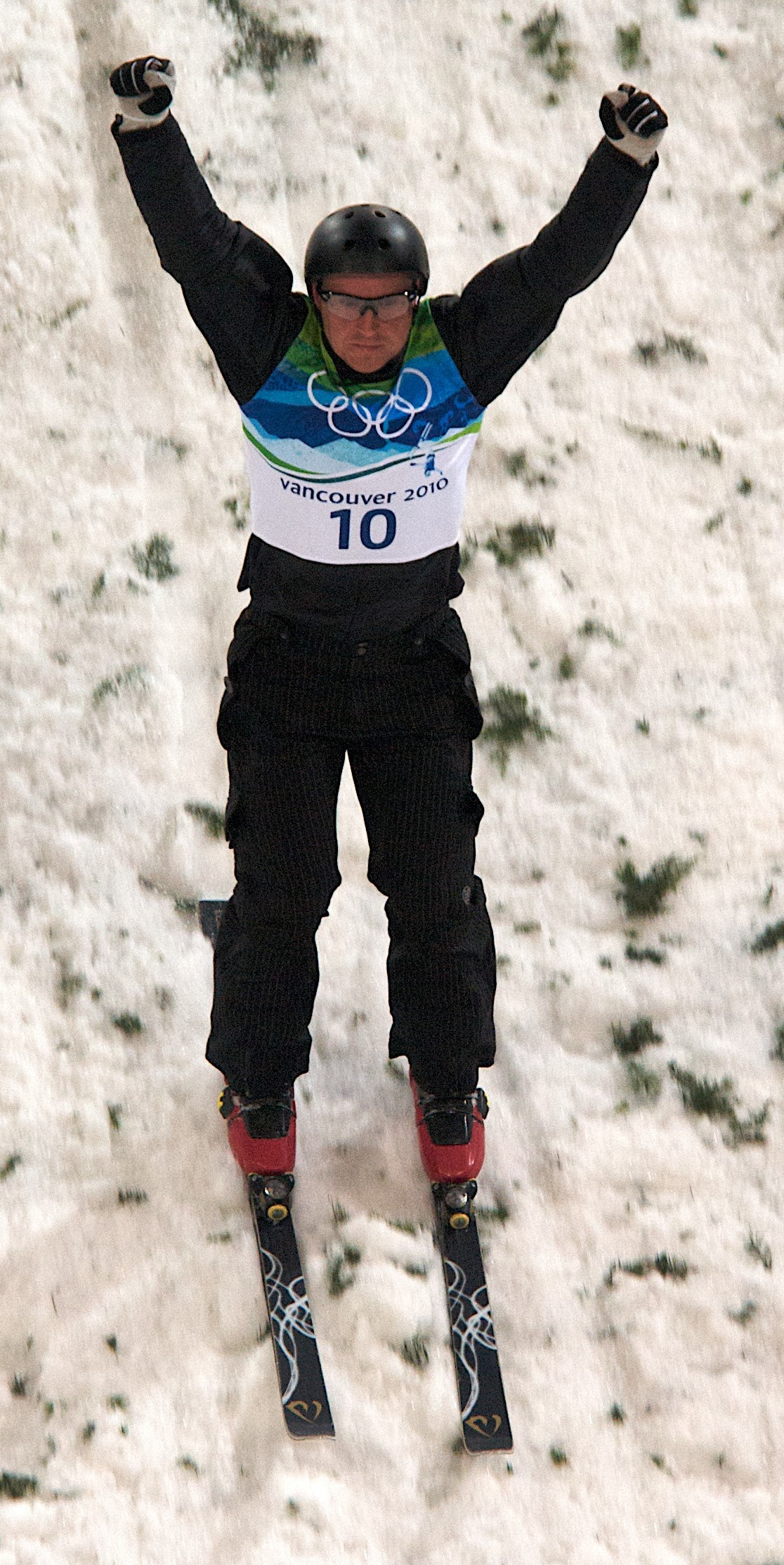
Alexei Grishin conquistou a única medalha de ouro da Bielorrússia em Vancouver.

## Medalhas
| Atleta           | Esporte            | Evento               | Medalha |
| ---------------- | ------------------ | -------------------- | ------- |
| Alexei Grishin   | Esqui estilo livre | Aerials masculino    | Ouro    |
| Sergei Novikov   | Biatlo             | Individual masculino | Prata   |
| Darya Domracheva | Biatlo             | Individual feminino  | Bronze  |

## Desempenho

### Biatlo
Feminino
| Atleta                                                                | Evento            | Final     | Final       | Final             |
| Atleta                                                                | Evento            | Tempo     | Penalidades | Posição           |
| --------------------------------------------------------------------- | ----------------- | --------- | ----------- | ----------------- |
| Darya Domracheva                                                      | Velocidade        | 20:27.4   | 0 (0+0)     | 8º                |
| Darya Domracheva                                                      | Perseguição       | 31:57.2   | 4 (0+2+0+2) | 15º               |
| Darya Domracheva                                                      | Individual        | 41:21.0   | 1 (0+1+0+0) | Medalha de bronze |
| Darya Domracheva                                                      | Largada coletiva  | 35:53.2   | 1 (0+0+1+0) | 6º                |
| Liudmila Kalinchik                                                    | Velocidade        | 20:46.1   | 0 (0+0)     | 17º               |
| Liudmila Kalinchik                                                    | Perseguição       | 31:48.2   | 2 (0+0+1+1) | 13º               |
| Liudmila Kalinchik                                                    | Individual        | 42:39.1   | 1 (0+1+0+0) | 9º                |
| Liudmila Kalinchik                                                    | Largada coletiva  | 36:55.2   | 1 (0+0+0+1) | 17º               |
| Olga Kudrashova                                                       | Individual        | 43:11.3   | 0 (0+0+0+0) | 16º               |
| Olga Nazarova                                                         | Velocidade        | 23:11.7   | 3 (0+3)     | 74º               |
| Nadezhda Skardino                                                     | Velocidade        | 21:17.6   | 0 (0+0)     | 28º               |
| Nadezhda Skardino                                                     | Perseguição       | 33:11.0   | 2 (0+0+1+1) | 26º               |
| Nadezhda Skardino                                                     | Individual        | 44:09.4   | 1 (0+0+1+0) | 28º               |
| Nadezhda Skardino                                                     | Largada coletiva  | 37:38.1   | 1 (0+0+0+1) | 22º               |
| Liudmila Kalinchik Darya Domracheva Olga Kudrashova Nadezhda Skardino | Revezamento 4x5km | 1:11:34.0 | 0+1 0+2     | 7º                |

Masculino
| Atleta                                                          | Evento              | Final     | Final       | Final            |
| Atleta                                                          | Evento              | Tempo     | Penalidades | Posição          |
| --------------------------------------------------------------- | ------------------- | --------- | ----------- | ---------------- |
| Evgeny Abramenko                                                | Velocidade          | 26:57.8   | 0 (0+0)     | 49º              |
| Evgeny Abramenko                                                | Perseguição         | 36:56.0   | 1 (0+0+1+0) | 40º              |
| Evgeny Abramenko                                                | Individual          | 54:24.8   | 2 (0+1+0+1) | 58º              |
| Sergei Novikov                                                  | Velocidade          | 26:37.4   | 1 (1+0)     | 40º              |
| Sergei Novikov                                                  | Perseguição         | 35:35.2   | 2 (0+0+1+1) | 21º              |
| Sergei Novikov                                                  | Individual          | 48:32.0   | 0 (0+0+0+0) | Medalha de prata |
| Sergei Novikov                                                  | Largada coletiva    | 36:59.3   | 3 (0+0+1+2) | 20º              |
| Alexandr Syman                                                  | Velocidade          | 25:53.5   | 0 (0+0)     | 20º              |
| Alexandr Syman                                                  | Perseguição         | 36:13.9   | 2 (0+0+1+1) | 31º              |
| Alexandr Syman                                                  | Individual          | 53:16.2   | 3 (2+0+1+0) | 41º              |
| Rustam Valiullin                                                | Velocidade          | 26:43.7   | 2 (1+1)     | 43º              |
| Rustam Valiullin                                                | Perseguição         | 37:05.5   | 5 (1+0+2+2) | 42º              |
| Rustam Valiullin                                                | Individual          | 53:32.3   | 4 (1+1+0+2) | 48º              |
| Evgeny Abramenko Alexandr Syman Rustam Valiullin Sergey Novikov | Revezamento 4x7,5km | 1:25:47.4 | 0+3 1+5     | 11º              |

### Esqui alpino
Feminino
| Atleta            | Evento         | Corrida 1 | Corrida 2 | Total   | Pos. |
| ----------------- | -------------- | --------- | --------- | ------- | ---- |
| Lizaveta Kuzmenka | Slalom         | 59.97     | DNF       | DNF     | DNF  |
| Lizaveta Kuzmenka | Slalom gigante | 1:24.60   | 1:26.29   | 2:50.89 | 54º  |
| Maria Shkanova    | Slalom         | 56.92     | 57.58     | 1:54.50 | 38º  |
| Maria Shkanova    | Slalom gigante | 1:22.18   | 1:18.20   | 2:40.38 | 40º  |
| Maria Shkanova    | Super-G        |           |           | 1:27.84 | 33º  |

### Esqui cross-country
Feminino
| Atleta                                                                  | Evento                 | Qualificatória | Qualificatória | Quartas-de-final | Quartas-de-final | Semifinal   | Semifinal   | Final       | Final       |
| Atleta                                                                  | Evento                 | Tempo          | Pos.           | Tempo            | Pos.             | Tempo       | Pos.        | Tempo       | Pos.        |
| ----------------------------------------------------------------------- | ---------------------- | -------------- | -------------- | ---------------- | ---------------- | ----------- | ----------- | ----------- | ----------- |
| Olga Rocheva                                                            | Perseguição combinada  |                |                |                  |                  |             |             | 45:27.9     | 53º         |
| Olga Rocheva                                                            | Largada coletiva       |                |                |                  |                  |             |             | 1:42:28.1   | 44º         |
| Olga Rocheva                                                            | Velocidade             | 3:56.87        | 42º            | Não avançou      | Não avançou      | Não avançou | Não avançou | Não avançou | Não avançou |
| Olga Vasiljonok                                                         | 10 km livre            |                |                |                  |                  |             |             | 28:06.2     | 55º         |
| Olga Vasiljonok                                                         | Velocidade             | 4:01.73        | 46º            | Não avançou      | Não avançou      | Não avançou | Não avançou | Não avançou | Não avançou |
| Alena Sannikova                                                         | 10 km livre            |                |                |                  |                  |             |             | 27:21.3     | 43º         |
| Alena Sannikova                                                         | Perseguição combinada  |                |                |                  |                  |             |             | 43:33.7     | 38º         |
| Alena Sannikova                                                         | Largada coletiva       |                |                |                  |                  |             |             | 1:38:31.3   | 38º         |
| Ekaterina Rudakova                                                      | 10 km livre            |                |                |                  |                  |             |             | 28:16.1     | 58º         |
| Ekaterina Rudakova                                                      | Perseguição combinada  |                |                |                  |                  |             |             | 44:50.5     | 49º         |
| Ekaterina Rudakova Olga Vasiljonok                                      | Velocidade por equipes |                |                |                  |                  | 19:52.3     | 7º          | Não avançou | Não avançou |
| Nastassia Dubarezava Alena Sannikova Olga Vasiljonok Ekaterina Rudakova | Revezamento 4x5 km     |                |                |                  |                  |             |             | 58:28.4     | 10º         |

Masculino
| Atleta                              | Evento                 | Qualificatória | Qualificatória | Quartas-de-final | Quartas-de-final | Semifinal   | Semifinal   | Final       | Final       |
| Atleta                              | Evento                 | Tempo          | Pos.           | Tempo            | Pos.             | Tempo       | Pos.        | Tempo       | Pos.        |
| ----------------------------------- | ---------------------- | -------------- | -------------- | ---------------- | ---------------- | ----------- | ----------- | ----------- | ----------- |
| Leanid Karneyenka                   | 15 km livre            |                |                |                  |                  |             |             | 37:29.2     | 63º         |
| Leanid Karneyenka                   | Velocidade             | 3:49.12        | 51º            | Não avançou      | Não avançou      | Não avançou | Não avançou | Não avançou | Não avançou |
| Sergei Dolidovich                   | 15 km livre            |                |                |                  |                  |             |             | 35:29.4     | 35º         |
| Sergei Dolidovich                   | Perseguição combinada  |                |                |                  |                  |             |             | DNF         | DNF         |
| Sergei Dolidovich                   | Largada coletiva       |                |                |                  |                  |             |             | 2:07:47.6   | 25º         |
| Aliaksei Ivanou                     | 15 km livre            |                |                |                  |                  |             |             | 36:48.2     | 60º         |
| Aliaksei Ivanou                     | Perseguição combinada  |                |                |                  |                  |             |             | 1:23:37.7   | 48º         |
| Aliaksei Ivanou                     | Largada coletiva       |                |                |                  |                  |             |             | 2:17:59.2   | 45º         |
| Sergei Dolidovich Leanid Karneyenka | Velocidade por equipes |                |                |                  |                  | DNF         | DNF         | Não avançou | Não avançou |

### Esqui estilo livre
Feminino
| Atleta         | Evento  | Preliminar | Preliminar | Final  | Final |
| Atleta         | Evento  | Pontos     | Pos.       | Pontos | Pos.  |
| -------------- | ------- | ---------- | ---------- | ------ | ----- |
| Assoli Slivets | Aerials | 169.39     | 7º         | 198.69 | 4º    |
| Alla Tsuper    | Aerials | 195.76     | 1º         | 181.84 | 8º    |

Masculino
| Atleta           | Evento  | Preliminar | Preliminar | Final       | Final           |
| Atleta           | Evento  | Pontos     | Pos.       | Pontos      | Pos.            |
| ---------------- | ------- | ---------- | ---------- | ----------- | --------------- |
| Dmitri Dashinski | Aerials | 238.33     | 4º         | 215.68      | 11º             |
| Alexei Grishin   | Aerials | 234.27     | 7º         | 248.41      | Medalha de ouro |
| Anton Kushnir    | Aerials | 213.90     | 15º        | Não avançou | Não avançou     |
| Timofei Slivets  | Aerials | 221.91     | 12º        | 225.58      | 9º              |

### Hóquei no gelo
Masculino
| Equipe | Equipe | Fase de grupos                                          | Fase de grupos | Play-offs              | Quartas-de-final       | Semifinal              | Final                  | Pos.        |
| Equipe | Equipe | Adversário e resultado                                  | Pos.           | Adversário e resultado | Adversário e resultado | Adversário e resultado | Adversário e resultado | Pos.        |
| --- | --- | ------------------------------------------------------- | -------------- | ---------------------- | ---------------------- | ---------------------- | ---------------------- | ----------- |
| Vitali Koval Maxim Malyutin Andrei Mezin Vladimir Denisov Andrei Karev Sergei Kolosov Viktor Kostiuchenok Aleksandr Makritsky Aleksandr Ryadinsky Ruslan Salei Nikolai Stasenko Oleg Antonenko | Sergei Demagin Alexei Kalyuzhny Konstantin Koltsov Sergei Kostitsyn Aleksandr Kulakov Dmitri Meleshko Andrei Mikhalev Andrei Stas Alexei Ugarov Sergei Zadelenov Konstantin Zakharov | FIN Finlândia D 1–5 SWE Suécia D 2–4 GER Alemanha V 5–3 | 3º (Gr. C)     | SUI Suíça D 2–3        | Não avançou            | Não avançou            | Não avançou            | Não avançou |

### Patinação de velocidade
Feminino
| Atleta             | Evento | Corrida 1 | Corrida 1 | Corrida 2 | Corrida 2 | Final  | Final |
| Atleta             | Evento | Tempo     | Pos.      | Tempo     | Pos.      | Tempo  | Pos.  |
| ------------------ | ------ | --------- | --------- | --------- | --------- | ------ | ----- |
| Svetlana Radkevich | 500 m  | 39.899    | 35º       | 39.854    | 34º       | 79.753 | 33º   |

Legenda
| Recorde mundial      | Recorde mundial (World record)               |                       | Recorde africano                      | Recorde africano (African) |                                           | Q | Classificado por posição (Qualified) |
| Recorde olímpico     | Recorde olímpico (Olympic record)            | Recorde da América    | Recorde da América (Americas)         | q                          | Classificado por melhor tempo (Qualified) |   |                                      |
| Melhor marca do ano  | Melhor marca do ano (World leading)          | Recorde asiático      | Recorde asiático (Asian)              | DNS                        | Não largou (Did not start)                |   |                                      |
| Recorde nacional     | Recorde nacional (National record)           | Recorde europeu       | Recorde europeu (European)            | DNF                        | Não terminou (Did not finish)             |   |                                      |
| Recorde pessoal      | Recorde pessoal do atleta (Personal best)    | Recorde da Oceania    | Recorde da Oceania (Oceania)          | DSQ / DQ                   | Desclassificado (Disqualified)            |   |                                      |
| Recorde da temporada | Recorde da temporada do atleta (Season best) | Recorde sul-americano | Recorde sul-americano (South America) | NM                         | Sem marca (No mark)                       |   |                                      |